# コンサイニー
コンサイニー（英: Consignee）とは、受託人・荷受人の意。
運送人により貨物が送られ、到着する先の組織や個人として運送状に記載されている者。L/C決済の場合、銀行がコンサイニーになることもある。
運送契約において、コンサイニーとは、貨物の受領について経済的責任を負う主体（買主）のことである。一般的に、荷受人は受取人と同じであるが、必ずしもそうとは限らない。
送り主が宅配便で受取人に品物を発送する場合、送り主は荷送人、受取人は荷受人、配達人は運送人である。